# Malthonea
Malthonea es un género de escarabajos longicornios.

## Especies
- Malthonea albomaculata (Breuning, 1966)
- Malthonea aurescens (Breuning, 1966)
- Malthonea cumbica Galileo & Martins, 1996
- Malthonea cuprascens (Waterhouse, 1880)
- Malthonea glaucina (Thomson, 1868)
- Malthonea guttata (Kirsch, 1889)
- Malthonea itaiuba Martins & Galileo, 1999
- Malthonea keili Santos-Silva, Galileo & McClarin, 2018
- Malthonea mimula Martins & Galileo, 1995
- Malthonea minima Martins & Galileo, 1995
- Malthonea obyuna Martins & Galileo, 2005
- Malthonea panthera Martins & Galileo, 1995
- Malthonea phantasma Martins & Galileo, 1995
- Malthonea piraiuba Martins & Galileo, 2009
- Malthonea ruficornis Belon, 1903
- Malthonea spinosa Galileo & Martins, 1999
- Malthonea tigrinata Thomson, 1864